# Park im. Marszałka Józefa Piłsudskiego we Wrześni
Park im. Marszałka Józefa Piłsudskiego we Wrześni – zabytkowy park znajdujący się we Wrześni, w powiecie wrzesińskim, w województwie wielkopolskim. Ma powierzchnię około 10 ha. Zarząd nad parkiem sprawuje Urząd Miasta i Gminy we Wrześni. W parku znajdują się pomniki przyrody, statuy, place zabaw oraz obiekty sportowo-rekreacyjne. W 2002 obok parku został wybudowany miejski basen pływacki, który w okresie zimowym zamienia się w lodowisko. W 2006 w przy wejściu do parku został zbudowany skatepark.

## Położenie
Park położony jest w północnej części miasta. Główne wejście, w formie bramy i schodów do parku, zlokalizowane jest od strony ul. Daszyńskiego. Jego granicami jest ul. Parkowa oraz odcinek rzeki Wrześnicy.

## Historia
W 1925 miasto rozpoczęło budowę parku miejskiego o powierzchni 6,63 ha przy zbiegu ulic Gnieźnieńskiej i Dworcowej. W tym celu zakupiono grunty od Heleny Mycielskiej. W parku, nad którego projektem czuwał dyrektor ogrodów miejskich w Poznaniu dr Władysław Marciniec, oprócz kwietników miały znaleźć się także korty tenisowe, plac zabaw, budynek restauracyjny i szkółki drzew. Park stał się dostępny dla mieszkańców miasta w Boże Ciało, 16 czerwca 1927. Otrzymał imię Wiosny Ludów, a w 1935 nadano mu imię Józefa Piłsudskiego. Posadzono tam ok. 500 drzew i ponad 7 tys. krzewów. W latach 1927–28 zakupiono ponad 30 ławek. Edward Grabski z Bieganowa podarował parkowi trzy rzeźby przedstawiające boga piorunów – Perkuna, boga pożogi – Jessego i boginię wojny – Bellonę. 11 sierpnia 2017 podczas nawałnicy park został poważnie zniszczony.

## Przyroda
W parku występują różnorodne gatunki krzewów i drzew, zarówno liściastych jak i iglastych. Drzewa reprezentowane są przez 43 gatunki, a krzewy przez 21 gatunków, przy czym dominują tu: olsza czarna i topola czarna oraz dęby, klony, platany i orzechy czarne. W centralnej części parku znajduje się niewielki staw, tzw. oczko wodne.

### Pomniki przyrody
- Głaz narzutowy z granitu

## Galeria

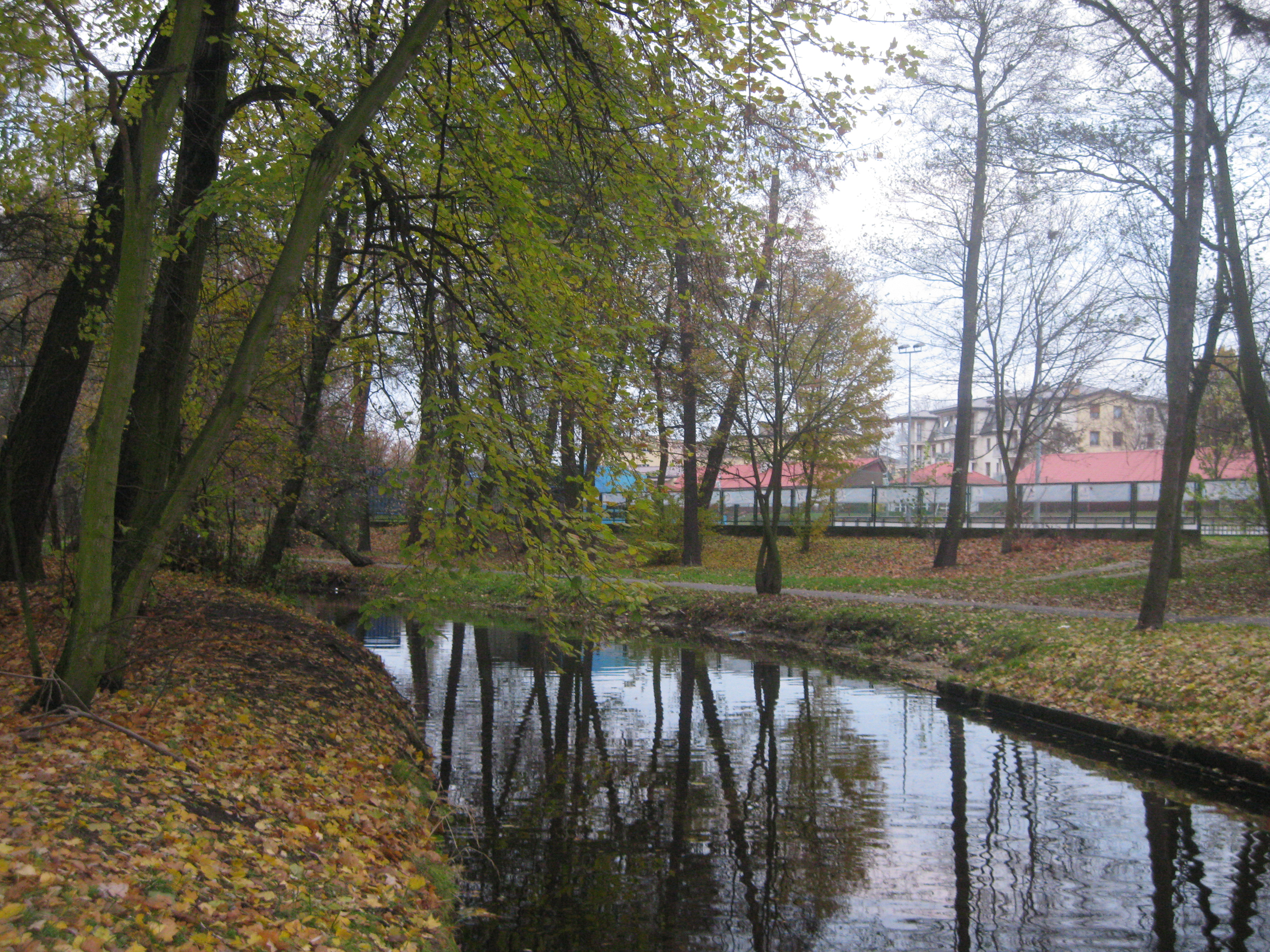
Wrześnica przepływająca przez park
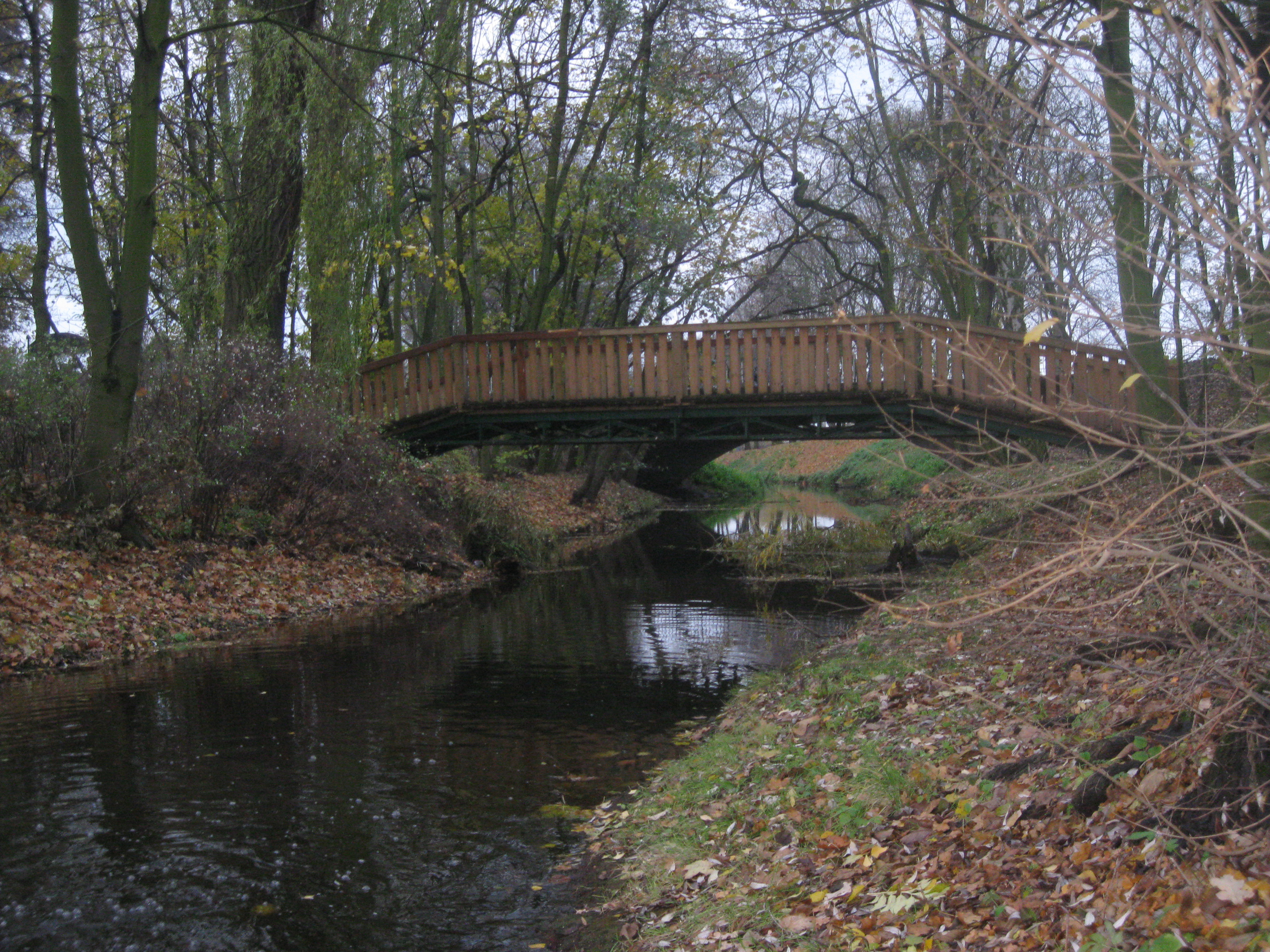
Mostek nad Wrześnicą
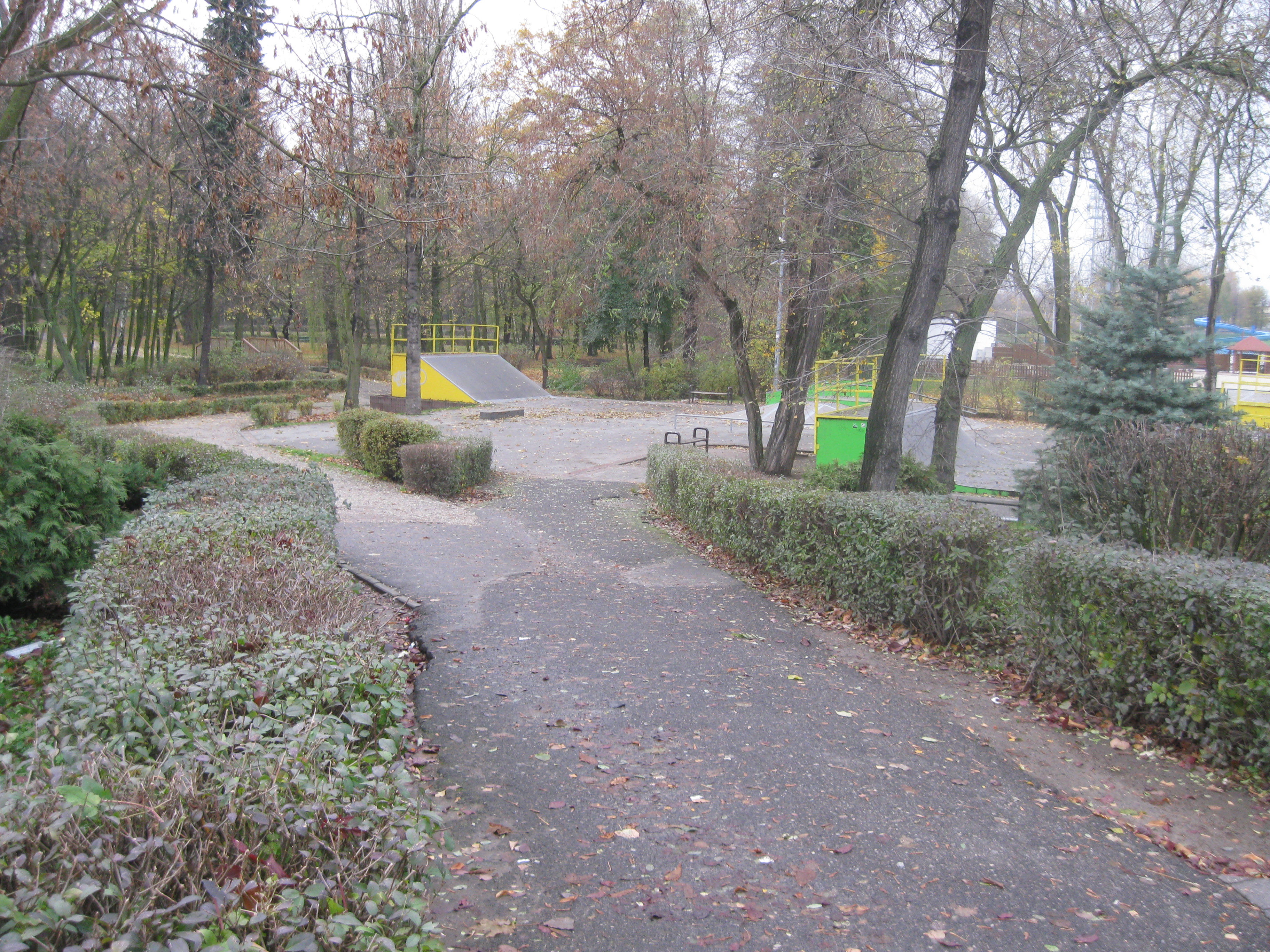
Skate park
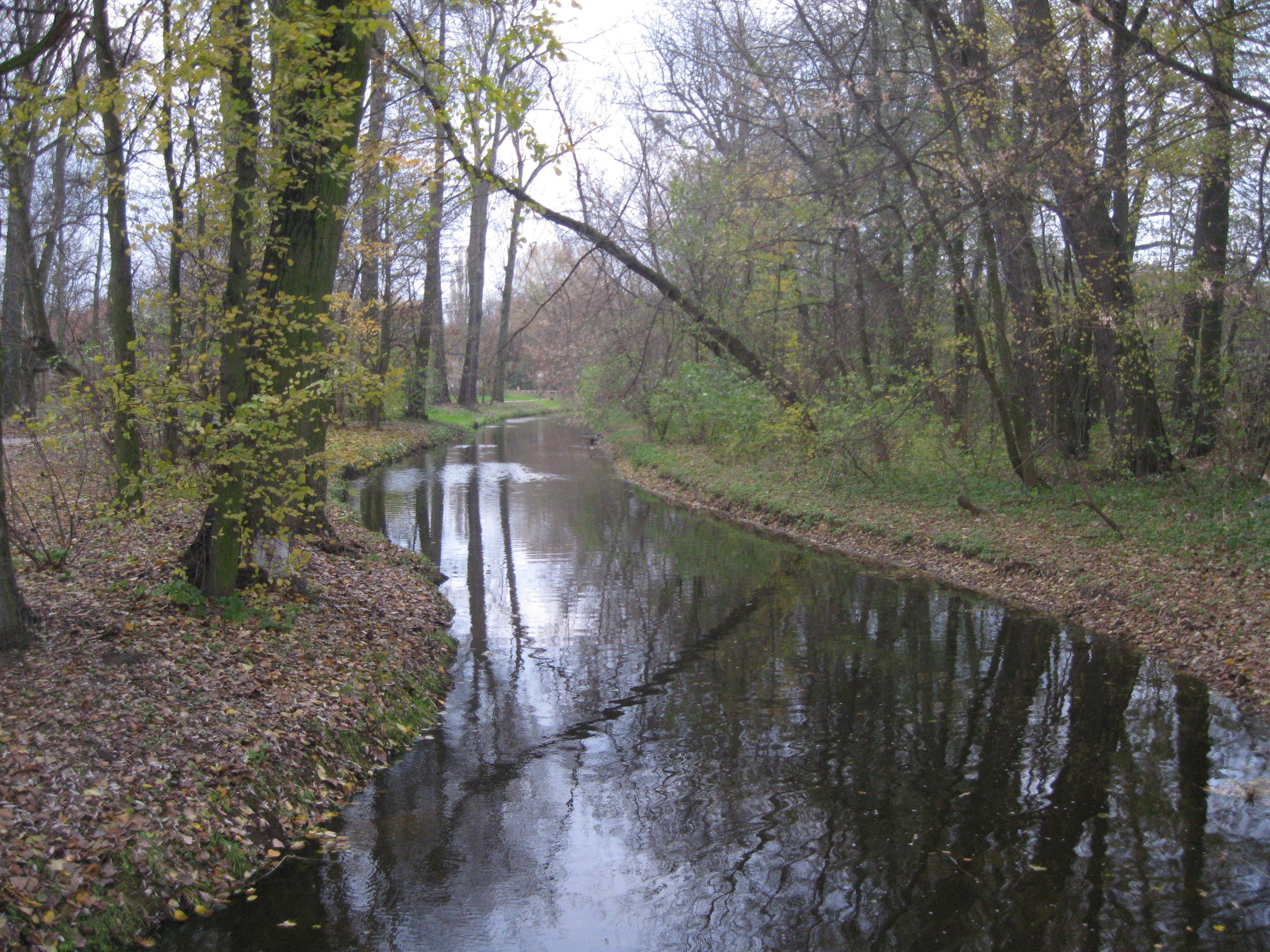
Wrześnica przepływająca przez park
Park im. Józefa Piłsudskiego